# Gaslicht (Schauspiel)

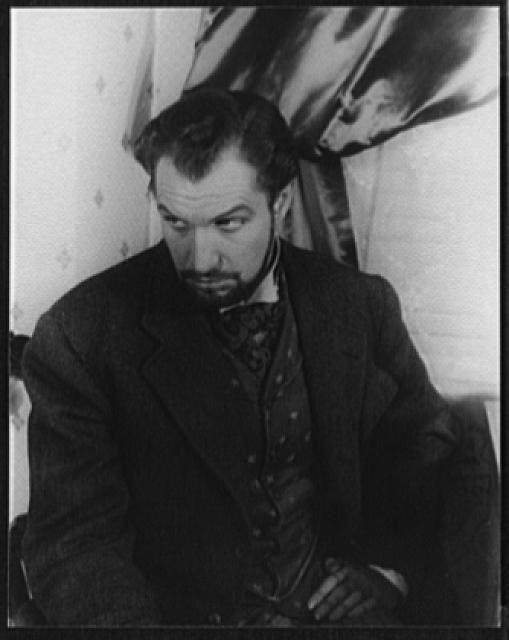
Vincent Price auf dem Broadway als Mr. Manningham in Angel Street, fotografiert von Carl Van Vechten, 1942

Gaslicht (Gas Light, in den USA bekannt als Angel Street) ist ein Schauspiel des britischen Dramatikers Patrick Hamilton aus dem Jahr 1938. Das Stück und seine Adaptionen inspirierten den Begriff Gaslighting, der eine Form des psychischen Missbrauchs bezeichnet, bei dem falsche Informationen verwendet werden, um die Opfer an ihren Erinnerungen und Sinneseindrücken zweifeln zu lassen, was langsam ihr Selbstbewusstsein deformiert bzw. zerstört.

## Handlung
Das Stück spielt im nebligen London des Jahres 1880 in der Wohnung des gutsituierten Jack Manningham und dessen Frau Bella. Es ist später Nachmittag, in Hamiltons Worten die Zeit „before the feeble dawn of gaslight and tea“ (Zeit von Gaslicht und Tee).
Bella ist rastlos, was durch die Vorwürfe ihres Mannes und sein Flirten mit der Dienerschaft noch verschlimmert wird. Am beunruhigendsten ist sein Verschwinden, das er nicht erklärt und durch das er ihre Angst noch vermehrt. Die Entwicklung des Dramas macht klar, dass Jack Bella zu überzeugen versucht, sie sei wahnsinnig und bilde sich nur ein, das Gaslicht würde dunkler.
Der Auftritt des Polizeidetektivs Rough lässt Bella erkennen, dass Jack sie quält. Die obere Wohnung wurde einst von Alice Barlow bewohnt, die wegen ihrer Juwelen ermordet wurde, die aber nie gefunden wurden. Jack sucht die Juwelen und da er dabei das Gaslicht entzündet, wird es im übrigen Haus dunkler. Seine Schritte im leeren Apartment lassen Bella glauben, sie höre Dinge. Rough überzeugt Bella, bei der Überführung von Jack als Mörder zu helfen. Zuvor gibt sie jedoch vor, Jack bei der Flucht zu helfen, um Rache zu nehmen: Sie erklärt ihm, dass sie als Verrückte ja nicht für ihre Handlungen verantwortlich sei.
Das Spiel endet, als Jack von der Polizei abgeführt wird.

## Aufführungsgeschichte
Die Premiere war am 5. Dezember 1938 in London und führte zu einer sechsmonatigen Spielzeit. Premierentheater war das Richmond Theatre in London. Das Stück wurde im Januar 1939 ins Apollo Theatre im West End transferiert und wanderte dann im Mai 1939 ins Savoy Theatre. In den insgesamt 141 Vorstellungen spielten Dennis Arundell (Mr. Manningham), Gwen Ffrangcon Davies (Mrs. Manningham), Milton Rosmer (Mr. Rough), Beatrice Rowe (Elizabeth) und Elizabeth Inglis (Nancy).
Die amerikanische Erstaufführung unter dem Titel Angel Street fand am 5. Dezember 1941 im John Golden Theatre auf dem Broadway statt. Das Stück wurde seit dem 2. Oktober 1944 im Bijou Theatre aufgeführt und am 30. Dezember 1944 nach 1295 Aufführungen aus dem Programm genommen. Unter der Regie von Shepard Traube spielten Leo G. Carroll (Rough), Florence Edney (Elizabeth), Elizabeth Eustis (Nancy), Judith Evelyn (Mrs. Manningham) und Vincent Price (Mr. Manningham).
Im New York City Center gab es vom 22. Januar 1948 bis zum 1. Februar 1948 14 Aufführungen unter der Regie von Richard Barr mit José Ferrer (Mr. Manningham), Uta Hagen (Mrs. Manningham), Phyllis Hill (Nancy), Nan McFarland (Elizabeth), Ralph Roberts (Polizist), Victor Thorley (Polizist) und Richard Whorf (Rough).
Wiederaufführungen auf dem Broadway fanden vom 26. Dezember 1975 bis zum 8. Februar 1976 im Lyceum Theatre statt (52 Aufführungen und 4 Previews). Wieder unter der Regie von Shepard Traube spielten Michael Allinson (Mr. Manningham), Dina Merrill (Mrs. Manningham), Christine Andreas (Nancy), Bette Henritze (Elizabeth) und Robert E. Thompson (Rough).
2005 produzierte Dulaang UP eine Version des Stücks in Filipino und Englisch.
Im Juni 2007 wurde das Werk im Old Vic Theatre in London als Gaslight unter der Regie von Peter Gill mit Andrew Woodall als Mr. Manningham, Rosamund Pike als Mrs. Manningham und Kenneth Cranham als Rough gezeigt.
Eine Off-Broadway-Produktion des Irish Repertory Theatre lief vom 17. Mai 2007 bis 8. Juli 2007. Regisseurin war Charlotte Moore, die Schauspieler David Staller (Mr. Manningham), Laura Odeh (Mrs. Manningham), Laoisa Sexton (Nancy), Patricia O’Connell (Elizabeth), April Ann Klein (Police Officer) und Brian Murray (Rough). Das Stück wurde für die Lucille Lortel Awards nominiert, Murray erhielt die Auszeichnung als Outstanding Featured Actor. Weiterhin erhielt die Inszenierung Nominierungen für den Drama League Award in den Kategorien Distinguished Revival of a Play und Distinguished Performance (David Staller).
2014 produzierte die Sandyford Little Theatre Company Gaslight, a Radio Play for Stage, eine Bühnenversion als Radioaufführung mit sieben Schauspielern für 24 Rollen.
2015 produzierte Myriad Theatre & Film in der Ingatestone Hall in Essex Gaslight.
Je prominenter der Begriff Gaslighting als Buzzword in den traditionellen Medien und in Social Media auftauche, oft in Zusammenhang mit Toxic Masculinity, desto mehr Künstler präsentierten ihre jeweilige Interpretation von Hamiltons Stück, beobachtete Natasha Tripney in einem Artikel im britischen Guardian. Allein im Vereinigten Königreich feierten 2019 mindestens fünf neue Produktionen ihre Premiere, u. a. am Watford Palace Theatre, am Playground Theatre in London, im Perth Theatre und im The Mill at Sonning.

## Rezeption
Louis Kronenberger beschrieb die 1948er City Center Produktion als einen der besten Thriller („it remains one of the better thrillers...let’s call it one of the best. All the same, though it holds up nicely for three acts, it seems to me outstandingly good for only one.“). Brooks Atkinson nennt das Stück in der New York Times eines der besten viktorianischen Dramen („As a creepshow, Patrick Hamilton’s Victorian melodrama remains close to the top of the class.“).
Die New York Times findet in der Produktion von 2007 Grausamkeit, Klaustrophobie und Sarkasmus:

“David Staller plays this undesirable husband as a man whose lust exempts nothing.
Every time he appears onstage, you think: keep this person away from my babysitter and Rolex.
Mr. Staller’s rogue posture modulates his character’s cruelty, leavening the play’s potentially stifling mood.
Mr. Hamilton believed our most dangerous enemies were always in the room with us…, and his work can feel claustrophobic. Ms. Moore is aware of this, providing the proper ventilation to clear much of the Victorian must.
Brian Murray, playing the detective who uncovers Manningham’s plan, is her greatest asset in this regard. He appears onstage with the red cheeks of a Santa Claus, an ageing imp who hides out in nooks and corners, showing a benevolent sarcasm that teases Bella out of her dimwitted complacency.”

Angel Street war bei seiner Broadway-Premiere ein Erfolg und ist noch immer eines der am längsten laufenden nichtmusikalischen Stücke in der Geschichte des Broadway (1295 Aufführungen).
Es ist weiterhin einer der Favoriten von Repertoire- und Amateurtheatern.
Anlässlich des überraschenden Bestsellerstatus des Romans 1984 im Januar 2017, der mit der politischen Diskussion um „alternative Fakten“ in Zusammenhang gebracht wird, bestreitet der Journalist und Schriftsteller Jan Drees einen eben solchen Zusammenhang und stellt stattdessen eine Nähe zwischen Fake Facts und Gaslighting fest.

## Film-, Fernseh- und Hörspieladaptionen
Es gibt zwei Verfilmungen des Stücks:
- Der britische Film Gaslight (1940, deutsch: Gaslicht) von Thorold Dickinson mit Adolf Wohlbrück (als Anton Walbrook) und Diana Wynyard.
- Der gleichnamige US-amerikanische Film (1944, deutsch: Das Haus der Lady Alquist) von George Cukor mit Charles Boyer und Ingrid Bergman.[17]

Die britische Version wurde im März 2016 in Amerika als Angel Street veröffentlicht, um Verwechslungen mit dem amerikanischen Film zu vermeiden.
Es gibt mindestens sechs Aufnahmen für das Fernsehen:
- 1939 zeigte die BBC eine Version mit Dennis Arundell und Gwen Ffrangcon Davies, der Originalbesetzung der Uraufführung.[18]
- Am 13. Januar 1957 strahlte die BBC eine weitere Adaption aus, in der Peter Cushing und Mary Morris die Hauptrollen spielten.
- 1959 zeigte das australische Fernsehen eine eigene Version mit Brian James und Beverley Dunn.[19]
- 1960 produzierte der Bayerische Rundfunk das Fernsehspiel Gaslicht mit Margot Trooger und Dieter Borsche in den Hauptrollen.
- Am 28. September 1961 zeigte das polnische Fernsehen eine Live-Produktion unter dem Titel „Gasnący płomień“ in der Kobra – Teatr Sensacji-Reihe. Es ist die älteste, vollständig erhaltene Episode dieser Serie.[20]
- 1977 produzierte der Süddeutsche Rundfunk unter der Regie von Ludwig Cremer das Fernsehspiel Gaslicht mit Erika Pluhar, Josef Meinrad und Gustav Knuth in den Hauptrollen, welches am 23. Oktober 1977 von der ARD erstausgestrahlt wurde.[21]

Am 3. Februar 1947 wurde eine halbstündige Radioaufführung des The Screen Guild Theater mit Charles Boyer und Susan Hayward gesendet.
1946 produzierte das Lux Radio Theatre eine einstündige Radio-Version mit Charles Boyer und Ingrid Bergman, den Stars der Cukor-Verfilmung.
Radio London sendete am 15. März 1939 einen 25-minütigen Auszug einer Hörspielfassung. In Deutschland wurde das Stück mehrfach als Hörspiel bearbeitet:
- RB 1946.
- Radio München 1946, mit Luise Ullrich.
- SDR 1966, mit Edith Heerdegen und Ernst Fritz Fürbringer.
- SFB 1967, mit Karin Hübner, Friedrich Schoenfelder und Heinz Klevenow.
- BR 1977, mit Christine Ostermayer, Wolfgang Kieling und René Deltgen.
- CBS/rbb 2006, mit Leslie Malton.